# (7060) Al-ʻIjliya
(7060) Al-ʻIjliya es un asteroide perteneciente al Cinturón de asteroides, región del sistema solar que se encuentra entre las órbitas de Marte y Júpiter.
Fue descubierto el 16 de septiembre de 1990 por Henry E. Holt desde el observatorio Palomar.

## Designación y nombre
Designado provisionalmente como 1990 SF11. Fue nombrado en honor de Al-ʿIjliya También conocida como Al-Asturlabiya. Fue una fabricante de astrolabios que trabajó en la corte de Sayf al-Dawla, quien fue emir de Alepo de 945 a 967. Su padre también fue un fabricante de astrolabios, y ambos fueron aprendices de Nastulus, creador del astrolabio más antiguo que se conserva.

## Características orbitales
Al-ʻIjliya está situado a una distancia media del Sol de 2,456 ua, pudiendo alejarse hasta 2,519 ua y acercarse hasta 2,392 ua. Su excentricidad es 0,026 y la inclinación orbital 1,872 grados. Emplea 1405,49 días en completar una órbita alrededor del Sol.

## Características físicas
La magnitud absoluta de Al-ʻIjliya es 14,03. 